# Ludwig Neu
Ludwig Neu (* 16. Juni 1891 in Oggersheim; † 18. Mai 1976 in Regensburg) war ein deutscher Landrat.

## Leben
Nach dem Abitur am Theodor-Heuss-Gymnasium Ludwigshafen absolvierte Ludwig Neu ein Studium der Rechtswissenschaften an der Ludwig-Maximilians-Universität München (Mitglied der Burschenschaft Markomannia München im Allgemeinen Deutschen Burschenbund) und der Julius-Maximilians-Universität Würzburg, legte seine erste juristische Staatsprüfung ab und leistete – unterbrochen durch den Kriegsdienst – seinen dreijährigen Vorbereitungsdienst (Referendariat) beim Amtsgericht Ludwigshafen, Landgericht Kempten sowie beim Bezirksamt Ludwigshafen am Rhein. 1920 legte er das Große juristische Staatsexamen ab und erhielt eine Anstellung als Assessor bei der Regierung der Pfalz. 1921 war er Regierungsamtmann in Germersheim und in Neu-Ulm. 1934 als Regierungsrat beim Oberversicherungsamt der Regierung von Ober- und Mittelfranken tätig, erhielt er am 5. September 1936 die Berufung zum Bezirksamtsvorstand (ab 1939 Landrat) des Bezirksamtes Wolfstein (ab 1939 Landkreis Wolfstein). Dieses Amt übte er bis zu seiner Entlassung im Mai 1945 aus; er wurde bis zum 22. Dezember 1947 in Regensburg interniert. Im Entnazifizierungsverfahren wurde er durch die Spruchkammer Lager Regensburg als Minderbelastet eingestuft. Im Berufungsverfahren kam er in die Kategorie Mitläufer. Der Kassationshof hob diese Urteile auf; die Hauptspruchkammer München bewertete ihn als entlastet. Damit konnte er wieder im öffentlichen Dienst Verwendung finden. 1950 kam er als Richter zum Verwaltungsgericht Regensburg. Dort zum 1. Februar 1953 zum Verwaltungsgerichtsdirektor befördert, ging er zum 1. Juli 1956 in den Ruhestand.
Ludwig Neu war im Frühjahr 1933 dem Stahlhelm-Bund beigetreten und wurde auch Mitglied der dieser Organisation nahestehenden Deutschnationalen Volkspartei. Zum 1. Mai 1937 schloss er sich der NSDAP an (Mitgliedsnummer 4.217.176). 1933 war er der SA beigetreten, wo er zuletzt als Scharführer eingesetzt war.